# 沙德龙
沙德龙（法語：Chadron，法語發音：[ʃadʁɔ̃]）是法国上卢瓦尔省的一个市镇，属于勒皮区。

## 地理
沙德龙（44°57'39"N, 3°56'7"E）面积13.62 平方千米，位于法国奥弗涅-罗讷-阿尔卑斯大区上盧瓦爾省，该省份为法国中南部省份，北起多姆山省和卢瓦尔省，西接康塔爾省，南至洛泽尔省，东临阿尔代什省。
与沙德龙接壤的市镇（或旧市镇、城区）包括：勒布里尼翁、库邦、卢瓦尔河畔屈萨克、加泽耶河畔勒莫纳斯捷、圣马丹德菲热尔、卢瓦尔河畔索利尼亚克。

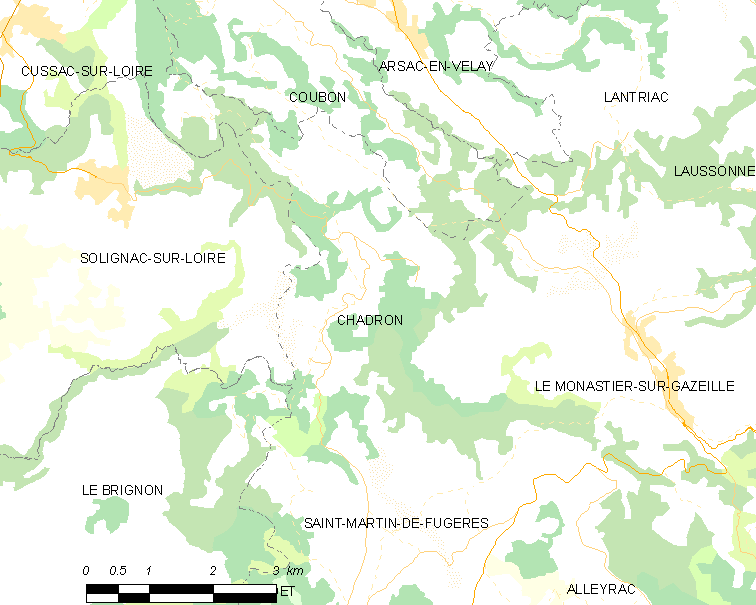
沙德龙的OSM定位图

沙德龙的时区为UTC+01:00、UTC+02:00（夏令时）。

## 行政
沙德龙的邮政编码为43150，INSEE市镇编码为43047。

## 政治
沙德龙所属的省级选区为梅藏县。

## 人口

1962-2008年间沙德龙人口变化图示

沙德龙于2022年1月1日时的人口数量为348人。